# Биохимия растений
Биохимия растений — выделившаяся из фитофизиологии наука, которая изучает молекулярное строение клеток растений и химические процессы, которые в ней происходят.
В её рамках были открыты ферменты и химический состав хлорофилла. Основополагающими в этой области стали работы замечательного русского учёного М. В. Ломоносова (1711—1765), сформулировавшего закон «сохранения вещества и движения», и работы французского химика А. Л. Лавуазье (1734—1794), открывшего закон «сохранения вещества».
Первые сведения о химическом составе растений были опубликованы в руководстве французского химика Н. Лемери (1645—1715): он указал на специфику химических веществ растений в отличие от веществ животных организмов и неживых природных объектов. Затем, в 1801 году, свет увидел 10-томный труд французского химика А. де Фуркруа (1755—1809), посвящённый системе химических знаний, в нём учёный впервые выделил органические вещества растительного происхождения (сахар, белок, растительные кислоты, крахмал, красящие вещества, воска, смолы и др.) и подтвердил их своеобразие и отличие от других веществ.
К концу XIX века учёным стали известны многие биохимические процессы, обеспечивающие жизнедеятельность растений, в частности, открыта химическая природа хлорофилла. К середине XX столетия были открыты и охарактеризованы основные классы веществ, входящих в состав растительных организмов.
Современная биохимия растений всё глубже изучает процессы биосинтеза веществ в клетках, продукты промежуточного обмена, роль ферментов на разных стадиях синтеза и распада веществ, энергетического обмена в клетках. Возникли мощные направления молекулярной и биоорганической химии, развивающиеся в тесной связи с биофизикой растений.